# Gustave Belot
Gustave Belot (Strasburgo, 7 agosto 1859 – Parigi, 21 dicembre 1929) è stato un filosofo francese.
Nacque il 7 agosto 1859 a Strasburgo, figlio di un professore nella facoltà di lettere a Lione. Entrò nell'École Normale Supérieure nel 1878, conseguendo l'agrégation in filosofia nel 1881 e diventò istruttore di filosofia provinciale a Brest e altrove. Nel 1899 succedette a Lucien Lévy-Bruhl come professore di filosofia al liceo Louis-le-Grand. Nel 1911 fu nominato ispettore dell'Accademia di Parigi e nel 1913 divenne ispettore generale dell'istruzione secondaria. Fu nominato commendatore della Legion d'onore (1929). Morì a Parigi il 21 dicembre 1929.
È il prozio di Pierre Pincemaille.

## Opere
- Études sur la philosophie morale, au XIXe siècle: leçons professées á l'École des hautes études sociales, 1904.
- Études de morale positive, 1907.
- Morales et religions: leçons professées á l'École des hautes études sociales, 1909.
- La conscience française et la guerre, 1921.